# Anna Knapik
Anna Knapik (ur. 27 września 1960 w Tarnowie, zm. 25 lutego 2003 w Tarnowie) – pedagog, animator kultury, od października 2002 wiceprezydent Tarnowa.
Absolwentka Instytutu Muzykologii Uniwersytetu Jagiellońskiego w Krakowie. Pracowała w Szkole Podstawowej nr 5 oraz w Zespole Szkół Muzycznych w Tarnowie. Od 1992 dyrektor „Centrum Paderewskiego Tarnów – Kąśna Dolna”.
W 2002 odznaczona statuetką Tarnowskiej Fundacji Kultury Uskrzydlony „za upowszechnianie muzyki poważnej, kultywowanie pamięci o Wielkim Polaku – Ignacym Janie Paderewskim, a także organizację na najwyższym światowym poziomie koncertów, kursów mistrzowskich, warsztatów muzycznych, kursów interpretacji”.
Była zaangażowana w projekty artystyczne m. in. Festiwalu Muzyki Kameralnej „Bravo Maestro – Kąśna Dolna”, pod honorowym patronatem Krzysztofa Pendereckiego, cyklu koncertów „Muzyczne Spotkania u Paderewskiego” oraz Ogólnopolskiego Festiwalu „Tydzień Talentów”.